# 朱艾龙县
朱艾龙县，是泰国南部那拉提瓦府的一个县。总面积162.7平方公里，总人口35989人，人口密度221.2人/平方公里（2005年）。

## 行政区划
朱艾龙县辖有3个区，33个村。